# Ryszard Kostrzewa
Ryszard Kostrzewa (ur. 10 lutego 1946 w Łodzi, zm. 19 grudnia 1992 tamże) – polski spawacz i związkowiec, działacz opozycji w okresie PRL, więzień polityczny.

## Życiorys
Z zawodu był monterem instalacji sanitarnych, uprawienia zawodowe uzyskał w 1972. Pracował m.in. w Kopalni Węgla Kamiennego Anna w Pszowie, łódzkich Zakładach Przemysłu Dziewiarskiego im. Pawła Findera, Zakładach Przemysłu Bawełnianego im. Armii Ludowej, od 1975 w łódzkiej Wytwórni Filmów Fabularnych, a od 1977 jako spawacz w Zakładach Aparatury Elektrycznej „Ema-Elester” w Łodzi.
We wrześniu 1980 wstąpił do tworzącego się Niezależnego Samorządnego Związku Zawodowego „Solidarność”, był przewodniczącym Komitetu Założycielskiego i następnie Komitetu Zakładowego „Solidarności” w swoim zakładzie pracy. Przed wyborami na I Walne Zebranie Delegatów NSZZ „S” Regionu Ziemia Łódzka reprezentował wewnątrzzwiązkową opozycję, grupującą przede wszystkim pracowników branży włókniarskiej i elektromaszynowej, która domagała się ordynacji uwzględniającej przynależność branżową delegatów (Międzyzakładowy Komitet Założycielski przygotował projekt preferujący zakłady pracy zatrudniające ponad 2000 członków „Solidarności”). W kwietniu 1981 został wiceprzewodniczącym łódzkiego Komitetu Obrony Więzionych za Przekonania, wstąpił równocześnie do Konfederacji Polski Niepodległej.
Podczas WZD „S” Ziemia Regionu Ziemia Łódzka, które odbywało się w maju 1981, należał do grupy tzw. niezależnych, wywodzącej się z branży elektromaszynowej, która popierała w głosowaniu na przewodniczącego regionu Grzegorza Palkę i opowiadała się przeciwko kandydaturze Andrzeja Słowika. Grupa ta pozostawała w opozycji wobec dotychczasowych władz regionalnych związku, jak również wobec niepopierającego ówczesnego MKZ środowiska branży włókniarskiej. W maju 1981 został wybrany członkiem zarządu regionalnego (z 30. wynikiem). W sierpniu 1981 wszedł w skład grupy odpowiadającej za kontakty Komitetów Obrony Więzionych za Przekonania z Krajową Komisją Porozumiewawczą NSZZ „Solidarność”. Był delegatem na odbywający się we wrześniu i październiku 1981 I Krajowy Zjazd Delegatów NSZZ „Solidarność” w Gdańsku. Podczas zjazdu na jego wniosek lokalne KOWzP zostały uznane za agendy związku, co miało być formą ich ochrony przed władzami PRL. 27 września 1981 podpisał deklarację założycielską Klubów Służby Niepodległości. Od listopada 1981 był członkiem łódzkiego Kierownictwa Akcji Bieżącej KPN. Jesienią tegoż roku został zakwalifikowany przez funkcjonariuszy Służby Bezpieczeństwa do grupy najbardziej aktywnych działaczy „Solidarności” w regionie łódzkim podlegających internowaniu w pierwszej kolejności.
Po ogłoszeniu stanu wojennego zorganizował 14 grudnia 1981 strajk w Przędzalni Czesankowej Anilany „Polanil”. 15 grudnia 1981 został aresztowany, a następnie wyrokiem Sądu Wojewódzkiego w Łodzi z 30 grudnia 1981 skazany na karę trzech lat pozbawienia wolności, podwyższoną w wyniku rewizji nadzwyczajnej przez Sąd Najwyższy 7 kwietnia 1982 do lat czterech. Był więziony w zakładach karnych w Łęczycy i Hrubieszowie. W czerwcu 1982 uczestniczył w głodówce protestacyjnej w obronie więźniów politycznych. Został zwolniony 15 grudnia 1983 w wyniku amnestii.
Po zwolnieniu zrezygnował z działalności w KPN. W maju 1984 należał do założycieli Regionalnej Komisji Wykonawczej NSZZ „Solidarność” Ziemia Łódzka. Odpowiadał w niej za poligrafię i kolportaż wydawnictw RKW, w tym pisma „Głos Łodzi” oraz innych publikacji drugiego obiegu, następnie także za budowę podziemnych struktur „Solidarności” w zakładach pracy. Był sygnatariuszem listu z września 1985 z wezwaniem do bojkotu wyborów do Sejmu PRL. Był wielokrotnie zatrzymywany za udział w niezależnych demonstracjach. We wrześniu 1988 został ukarany grzywną w kwocie 50 tys. złotych za kierowanie wiecem w obronie osób prześladowanych, który odbył się w rocznicę porozumień sierpniowych. Uczestniczył w obradach Okrągłego Stołu w podzespole ds. ekologii. W marcu 1989 został przewodniczącym nowo powołanej Regionalnej Komisji Organizacyjnej NSZZ „Solidarność”, od kwietnia 1989 należał do Wojewódzkiego Komitetu Obywatelskiego w Łodzi. W tym samym roku został także członkiem Krajowej Komisji Wykonawczej NSZZ „Solidarność”. 5 października 1989 ustąpił z funkcji przewodniczącego RKO, zachował jednak członkostwo w KKW. Od 1989 ponownie pracował w ZAE „Ema-Elester” w Łodzi, był tam przewodniczącym Komitetu Zakładowego „Solidarności”.

## Odznaczenia
W 2007 prezydent Lech Kaczyński, za wybitne zasługi w działalności na rzecz przemian demokratycznych w Polsce, za osiągnięcia w podejmowanej z pożytkiem dla kraju pracy zawodowej i społecznej, odznaczył go pośmiertnie Krzyżem Komandorskim z Gwiazdą Orderu Odrodzenia Polski.